# Greenfield (Iowa)
Greenfield település az Amerikai Egyesült Államok Iowa államában, Adair megyében, melynek megyeszékhelye is. Lakosainak száma 2062 fő (2020. április 1.).

## Népesség
A település népességének változása:

| 2010 | 1 982 |
| 2020 | 2 062 |